# Radio Bremen
Radio Bremen (magyarul: Brémai Rádió és Televízió) Bréma tartomány közszolgálati médiuma, melynek székhelye Brémában van és egyben az ARD-szövetség tagja.

## Története
- 1924: Létrejön a hamburgi székhelyű NORAG, amely az RB jogelődje volt.[1]
- 1932: Megszűnt a NORAG és Reichssender Hamburg (Hamburgi Birodalmi Rádióadó) társaságé lett a terület, ahol nemzetiszocialista propagandát sugározták.[2]
- 1946: Az amerikai megszállási övezethez tartozó Reichssender Hamburg megszűnésével létrejön a Radio Bremen, aminek az élére a katonai kormányzat Walter Geerdest nevezte ki intendánsnak.[3]
- 1950: Megszületik az ARD, aminek a legkisebb tagmédiuma lett az RB.

## Műsorkínálata

### Rádió
| Rádió csatorna | Tematikája                                                                   | Logó |
| -------------- | ---------------------------------------------------------------------------- | ---- |
| Bremen Eins    | Örökzöld slágerek, popdalok, sportműsorok                                    |      |
| Bremen Zwei    | kulturális és hírműsorok                                                     |      |
| Bremen Vier    | rock és popzenei műsorok                                                     |      |
| COSMO          | Napközben német, este 14 másik nyelven sugároz a WDR és az rbb közös munkája |      |
| Bremen Fünf    | Tartományi parlamenti közvetítés                                             |      |
| Bremen Next    | Hírműsorok, politikai és közéleti háttérműsorok                              |      |

### Televízió
| Televíziós csatorna | Tematikája                                          | Logó |
| ------------------- | --------------------------------------------------- | ---- |
| Das Erste           | Országos, általános tematikájú csatorna             |      |
| Radio Bremen TV     | Az RB regionális adásokat sugárzó csatornája        |      |
| Phoenix             | Politikai, háttér és közéleti műsorok               |      |
| KiKA                | ARD és ZDF közös gyermekcsatornája                  |      |
| arte                | Német-francia kulturális csatorna                   |      |
| 3sat                | ARD, ZDF, ORF és az SRG közös kulturális csatornája |      |